# Grewia lacei
Grewia lacei är en malvaväxtart som beskrevs av J. R. Drummond och Craib. Grewia lacei ingår i släktet Grewia och familjen malvaväxter. Inga underarter finns listade i Catalogue of Life.